# Ferrari 312T
Ferrari 312T – bolid Formuły 1 zespołu Ferrari, oparty konstrukcyjnie na modelu 312B3, zaprojektowany przez Mauro Forghieriego. Używany w latach 1975–1980, w sezonie 1981 został zastąpiony przez pierwszy turbodoładowany bolid Ferrari, model 126C.
Kolejne warianty tego samochodu zdobyły 3 tytuły mistrzowskie w kategorii kierowców oraz cztery w kategorii konstruktorów. Łącznie wzięły udział w 89 Grand Prix, w których odniosły 27 zwycięstw.

## Historia
Ferrari 312T powstało jesienią 1974 roku jako następca modelu 312B3. Główną modyfikacją w stosunku do poprzednika była nowa tylna oś oraz 5-biegowa skrzynia biegów zamontowana poprzecznie (ang. transverse - stąd symbol T w nazwie modelu). Taki sposób umieszczenia skrzyni biegów poprawił charakterystykę prowadzenia, która była słabą stroną 312B3. Bolid był zasilany przez niezawodny, 12-cylindrowy silnik widlasty o mocy około 495 KM przy 12200 obrotów na minutę. Celem obniżenia środka ciężkości kąt rozwarcia cylindrów wynosił 180°.

### 1975

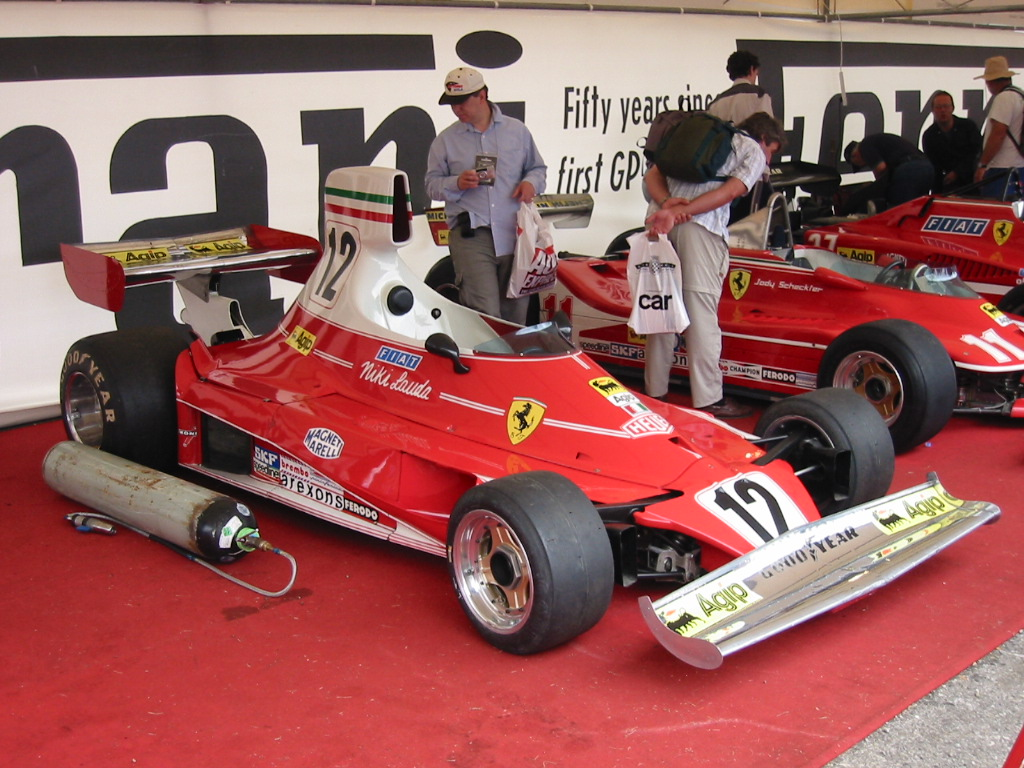
Ferrari 312T

Model 312T, po intensywnych przedsezonowych testach w wykonaniu Niki Laudy, został po raz pierwszy użyty w trzeciej rundzie sezonu 1975. Debiut nie wypadł pomyślnie - ustawienia bolidu Claya Regazzoniego były niewłaściwe, natomiast silnik w samochodzie Laudy cierpiał na brak mocy (jak się okazało podczas późniejszych testów tego silnika, przyczyną był problem techniczny). Pierwsze zwycięstwo w nowym samochodzie odniósł Niki Lauda podczas Grand Prix Monako. Łącznie bolid wygrał w sześciu spośród dwunastu wyścigów, w których wziął udział, dzięki czemu Ferrari zdobyło oba tytuły mistrzowskie - dla Laudy w kategorii kierowców, oraz po raz pierwszy od 1964 roku w kategorii konstruktorów.

### 1976
W sezonie 1976 312T wziął udział w trzech pierwszych Grand Prix, z których wszystkie ukończył na pierwszym miejscu (w dwóch pierwszych zwyciężył Niki Lauda, natomiast trzecie wygrał Clay Regazzoni). Do tego momentu zbudowanych zostało pięć egzemplarzy tego modelu o numerach nadwozia 018, 021, 022, 023 oraz 024. W kolejnym wyścigu bolid został zastąpiony przez model 312T2. Główne modyfikacje były związane ze zmianami w regulaminie, który zakazywał montowania wysokich wlotów powietrza do silnika za głową kierowcy. Aby nowy samochód spełniał wymogi, wloty zostały umiejscowione po bokach kokpitu kierowcy. Ponadto, zmienione zostały wymiary podwozia – rozstaw osi zwiększono o 42 mm, natomiast rozstaw kół zmniejszył się o 105 mm w przypadku przedniej osi oraz o 100 mm na osi tylnej. Niki Lauda w bolidzie 312T2 odniósł trzy zwycięstwa i z bezpieczną przewagą prowadził w klasyfikacji generalnej mistrzostw, kiedy podczas Grand Prix Niemiec na torze Nürburgring omal nie stracił życia w poważnym wypadku spowodowanym awarią tylnego zawieszenia. Po sześciu tygodniach i opuszczeniu dwóch eliminacji powrócił do ścigania. Tytuł mistrza świata Lauda przegrał z Jamesem Huntem różnicą zaledwie jednego punktu, jednak wysoka konkurencyjność 312T2 pomogła zespołowi zdobyć kolejny tytuł mistrzowski wśród konstruktorów.

### 1977
Ferrari 312T2B w sezonie 1977 nie było już tak wyróżniającym się na tle konkurentów bolidem, jak w poprzednich latach, jednak jego niezawodność nadrabiała braki w szybkości. Niki Lauda stanął na podium w dziesięciu spośród czternastu wyścigów, w których wystąpił (trzykrotnie na najwyższym jego stopniu) i zdobył swój drugi tytuł mistrza świata. Na dwa wyścigi przed końcem sezonu opuścił Ferrari - został zastąpiony przez Gilles’a Villeneuve’a. Łącznie bolidy T2B ukończyły na podium czternaście z siedemnastu rund sezonu 1977, dzięki czemu zespół zdobył trzeci z rzędu tytuł mistrzowski w kategorii konstruktorów.
W trakcie dwuletniej eksploatacji bolidu 312T2 Ferrari stale usprawniało jego konstrukcję - kilkakrotnie zmieniane były projekty przednich i tylnych skrzydeł (niektóre specjalnie przygotowane na określone tory wyścigowe), ponadto modyfikacjom poddawane były zawieszenie i tylna część nadwozia.
W 1977 roku zespół Ferrari skonstruował również prototypową, sześciokołową wersję bolidu o oznaczeniu 312T6. Projekt był wzorowany na modelu P34, którego zespół Tyrrell używał w tym sezonie, jednak w odróżnieniu od niego nie miał czterech niewielkich kół przednich, lecz posiadał dwie pary tylnych kół standardowej wielkości. 312T6 nigdy nie został użyty w wyścigu.

### 1978

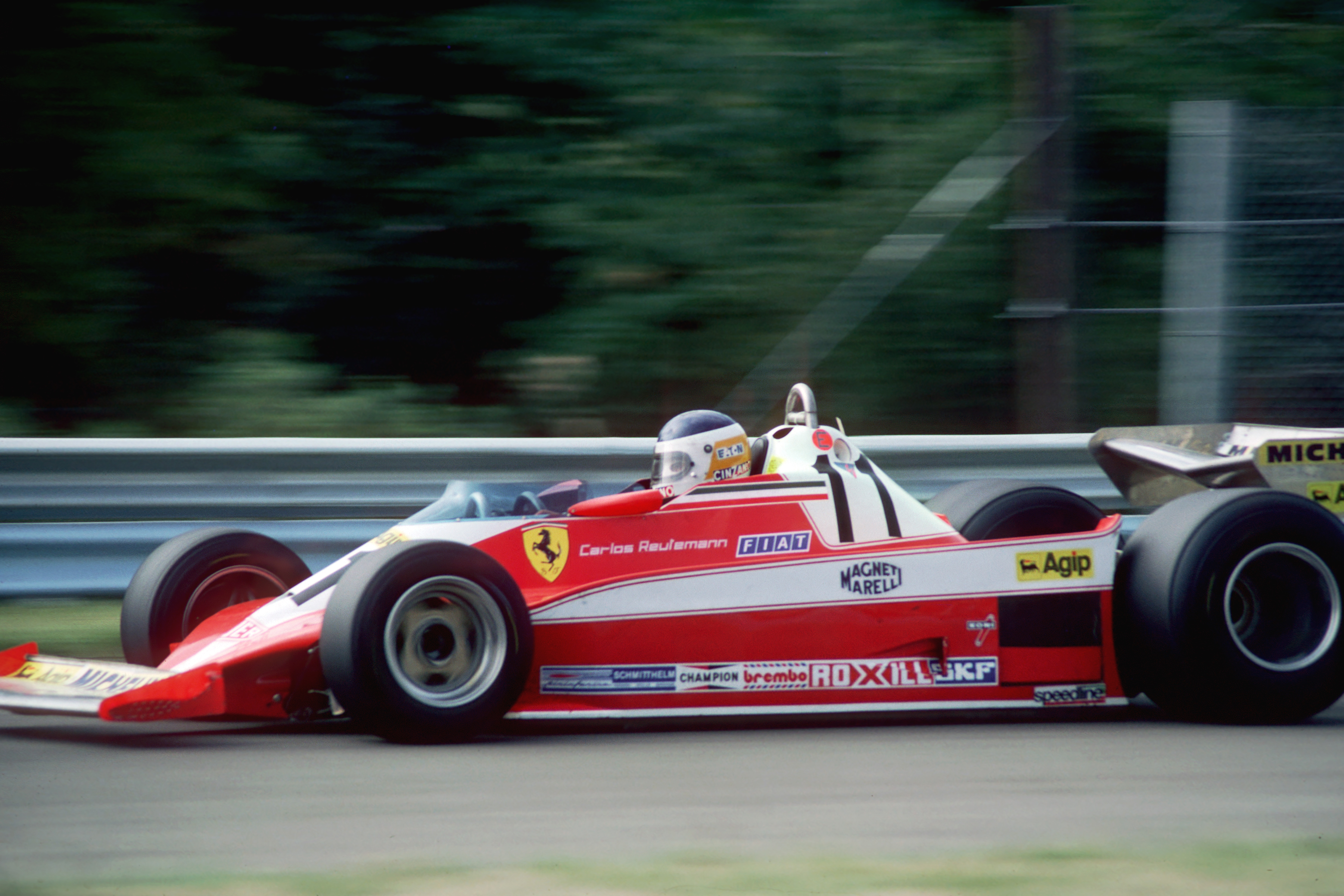
Ferrari 312T3

W bolidzie 312T3 na sezon 1978 w znacznym stopniu zmodyfikowane zostało zawieszenie - konieczne stało się przystosowanie jego konstrukcji do nowego rodzaju ogumienia dostarczanego przez firmę Michelin, z którą Ferrari rozpoczęło współpracę od tego sezonu. Moc silnika została zwiększona do około 515 KM, przeprojektowane zostało również poszycie zewnętrzne. Carlos Reutemann za kierownicą 312T3 zwyciężył trzykrotnie (czwarte zwycięstwo w tym sezonie zdobył jeszcze w ubiegłorocznym T2, którego zespół używał podczas dwóch pierwszych Grand Prix). Villeneuve wciąż nie mógł przyzwyczaić się do neutralnej charakterystyki prowadzenia bolidu, przez co odniósł tylko jedno zwycięstwo (w finałowej rundzie w Kanadzie). Zespół nie zdołał zdobyć w tym roku tytułu mistrzowskiego w żadnej z kategorii, głównie za sprawą dominacji zespołu Lotus i ich nowatorskiego bolidu Lotus 79 wykorzystującego tzw. efekt przyziemienia.

### 1979

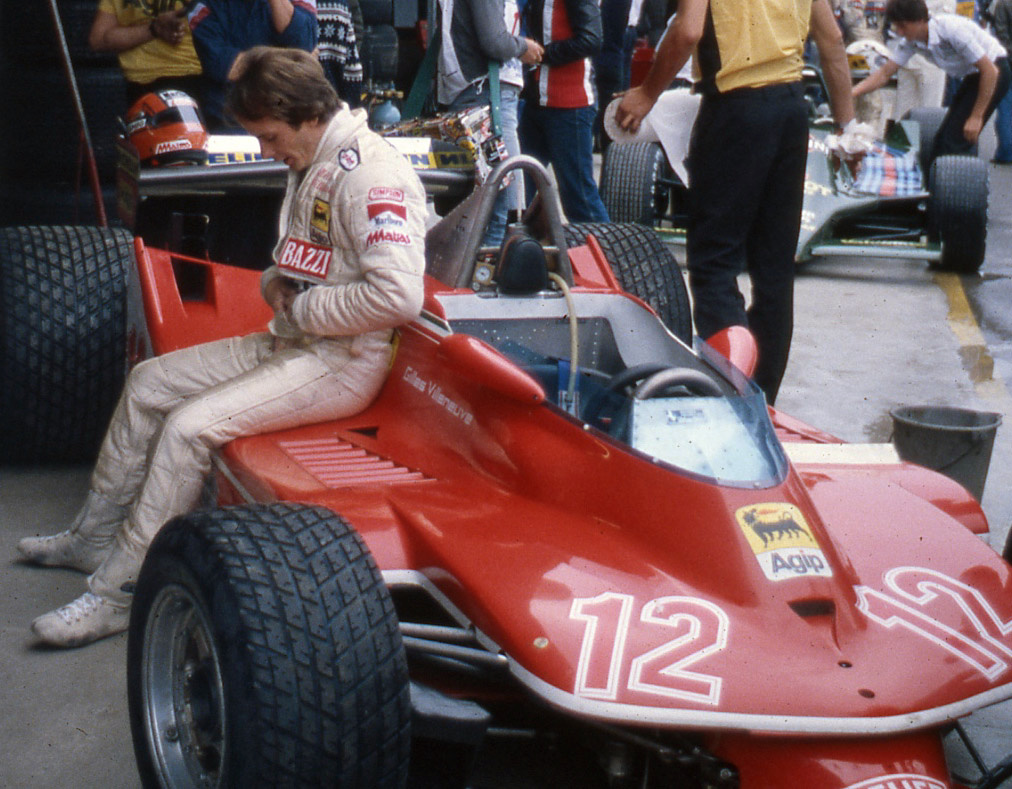
Gilles Villeneuve przy Ferrari 312T4

W 1979 roku bolid przeszedł znaczne modyfikacje pod względem aerodynamiki. Aby liczyć się w walce o mistrzostwo, konieczne stało się podążanie śladem Lotusa i wprowadzenie efektu przyziemienia. Konstrukcja 312T4, oparta na poprzednich wersjach bolidu, których założenia projektowe nie uwzględniały tego typu innowacji, nie pozwalała na ukształtowanie podwozia (głównie za sprawą szerokiego silnika) w taki sposób, by optymalnie wykorzystać efekt przyziemienia. T4 okazał się jednak na tyle udanym bolidem, iż Gilles Villeneuve i Jody Scheckter w dwóch pierwszych Grand Prix, w których go używali, zdobyli tzw. "podwójne zwycięstwo" (pierwsze i drugie miejsce w wyścigu zajęte przez obu kierowców zespołu). W dalszej części sezonu zwyciężyli jeszcze w czterech wyścigach (łącznie każdy z kierowców zwyciężał trzykrotnie), a Scheckter zdobył swój pierwszy i jedyny tytuł mistrza świata Formuły 1. Villeneuve ze stratą czterech punktów zajął drugie miejsce w klasyfikacji, a zespół po raz czwarty w przeciągu pięciu lat wywalczył tytuł mistrza konstruktorów.

### 1980
312T5, znacznie zmodyfikowana wersja bolidu na sezon 1980 okazała się samochodem zawodnym i niewystarczająco szybkim w porównaniu do konkurencji. Konstrukcja z szerokim silnikiem o kącie rozwarcia cylindrów wynoszącym 180° nie pasowała do założeń aerodynamicznych. Zespół po raz pierwszy od 1973 roku nie wygrał ani jednego wyścigu, a sezon zakończył na 10. miejscu z dorobkiem zaledwie ośmiu punktów. Jody Scheckter nie zdołał zakwalifikować się do Grand Prix Kanady i po zajęciu 19. miejsca w klasyfikacji generalnej wycofał się z Formuły 1.

## 312T8
W wydaniu tygodnika Autosport z 13 listopada 1975 zostało zamieszczone zdjęcie modelu 312T8. Był to ośmiokołowy model, testowany rzekomo we Włoszech przez Claya Regazzoniego. Pojazd posiadał po cztery koła z przodu (jak w Tyrrellu P34) oraz z tyłu, na dwóch osiach (jak w Marchu 2-4-0). Zdjęcie ukazało się wraz z diagramami ilustrującymi działanie samochodu.
Nikt jednakże nie był w stanie potwierdzić, że widział ten model. Kilka lat później Ferrari wyjaśniło, że zdjęcie było fotomontażem i miało sprowokować ludzi do myślenia, jak mogą wyglądać samochody Formuły 1 w przyszłości, a model 312T8 nigdy nie istniał.